# 大勢三転考
『大勢三転考』（たいせいさんてんこう）は、幕末の嘉永元年（1848年）に紀州藩重臣で国学者の伊達千広（宗広とも）が著した歴史書（歴史評論）である。
著者の伊達千広は、今日では明治の外務大臣陸奥宗光の実父として知られているが、元は紀州藩の重臣として出世を遂げ財政再建に携わった人物で、その一方で本居大平（宣長の養子）の門人の国学者でもあった。千広は多忙な職務の傍らで『大勢三転考』を著したが、同書が完成した直後に藩内の政争で失脚し、以後長く幽閉状態に置かれた。そうしたこともあって、千広は旧藩時代にはその公表を控えていた。明治になると、新政府に息子・宗光が登用された関係で千広も罪を許され、大阪を経て東京に移住することになったが、東京の陸奥邸で偶然この書が神祇官の福羽美静の目に留まった。福羽はこの書を高く評価し、渋る千広を強引に説得して、明治6年（1873年）に刊行されることになった。
国学者らしく、千広は『大勢三転考』において儒教などの外来文化を批判し、世襲によって代々引き継がれてきた日本の歴史を賞賛している。だが、その内実は「時の勢」によって、2度の大変化を遂げたとしている。
最初の時代は、「骨（かばね）の代」と呼ばれる古代の氏姓制度である。これは、血族と居住地と職務が一体化された時代とされ、大化の改新を機に廃れていくことになる（なお、大化の改新の歴史的な重要性を最初に説いたのは、『大勢三転考』であるとされている）。
次の時代は、八色の姓制定以後の「職（つかさ）の代」と呼ばれる中古の律令制度である。これは上（天皇）主導に行われた変革であり、官職によって職務が定められて、血族と居住地と職務が一体化が薄らいだ時代とされる。
最後に、守護・地頭設置以後「名（みょう）の代」と呼ばれる中世の封建制度である。これは下（武士）主導に行われた変革であり、大名・小名が実力で土地を支配する時代とされる。これが、千広の執筆当時の制度である幕藩体制に繋がってゆくことになる。
その主張に「時の勢」という歴史的必然を見出せるが、千広は国学者らしくそれを「神意」と捉えて、近代的な歴史学が求める「時の勢」がどこに由来してどこに向かって行くのかという問いかけには答えていない。だが、「時の勢」という概念を持ち出したことで、「名の代の大制度（江戸幕府・幕藩体制）、ここにして盛大なり」という締めくくりの文言とは裏腹に、歴史が一つに留まることはあり得ないという真実を読者に突きつけているのである。

## 書籍
- 伊達千広『大勢三轉考』（上中下、東生亀次郎、1873年）NDL
- 陸奥広吉編『伊達自得翁全集』（雨潤会、1926年）NDL
- 丸山眞男他編 『日本の思想6 歴史思想集』（筑摩書房、1972年） - 現代語訳付き NDL
- 小倉芳彦他校注『近世史論集 日本思想大系48』（岩波書店、1974年）NDL